# Telford and Wrekin
Telford and Wrekin is een unitary authority en een district in de Engelse regio West Midlands binnen het ceremoniële graafschap Shropshire en telt 178.000 inwoners. De oppervlakte bedraagt 290 km². Hoofdplaats is Telford.
Op de grens met Shropshire ligt de berg The Wrekin.

## Demografie
Van de bevolking is 12,4 % ouder dan 65 jaar. De werkloosheid bedraagt 3,3 % van de beroepsbevolking (cijfers volkstelling 2001).
Het aantal inwoners steeg van ongeveer 141.300 in 1991 naar 158.325 in 2001.

## Plaatsen in district Telford and Wrekin
- Donnington
- Hadley
- Dawley
- High Ercall
- Ironbridge
- Telford

## Civil parishesin district Telford and Wrekin
Chetwynd, Chetwynd Aston and Woodcote, Church Aston, Dawley Hamlets, Edgmond, Ercall Magna, Eyton Upon The Weald Moors, Great Dawley, Hadley & Leegomery, Hollinswood and Randlay, Ketley, Kynnersley, Lawley and Overdale, Lilleshall, Donnington and Muxton, Little Wenlock, Madeley, Newport, Oakengates, Preston Upon The Weald Moors, Rodington, St Georges and Priorslee, Stirchley and Brookside, The Gorge, Tibberton and Cherrington, Waters Upton, Wellington, Wrockwardine, Wrockwardine Wood and Trench.
Bath and North East Somerset* · Bedfordshire · Berkshire · Blackburn & Darwen* · Blackpool* · Bournemouth* · Brighton & Hove* · Bristol* · Buckinghamshire · Cambridgeshire · Cheshire · Cornwall · Cumbria · Darlington* · Derby* · Derbyshire · Devon · Dorset · Durham · East Riding of Yorkshire* · East Sussex · Essex · Gloucestershire · Greater London · Greater Manchester · Halton* · Hampshire · Hartlepool* · Herefordshire* · Hertfordshire · Hull* · Isle of Wight* · Kent · Lancashire · Leicester* · Leicestershire · Lincolnshire · Luton* · Medway* · Merseyside · Middlesbrough* · Milton Keynes* · Norfolk · Northamptonshire · Northumberland · North East Lincolnshire* · North Lincolnshire * · North Somerset* · North Yorkshire · Nottingham* · Nottinghamshire · Oxfordshire · Peterborough* · Plymouth* · Poole* · Portsmouth* · Redcar & Cleveland* · Rutland* · Shropshire · Somerset · Southend-on-Sea* · Southampton* · South Gloucestershire* · South Yorkshire · Staffordshire · Stockton-on-Tees* · Stoke-on-Trent* · Suffolk · Surrey · Swindon* · Telford & Wrekin* · Thurrock* · Torbay* · Tyne & Wear · Warrington* · Warwickshire · West Midlands · West Sussex · West Yorkshire · Wiltshire · Worcestershire · York* 
Overig: Ceremoniële graafschappen · Traditionele graafschappen